# Луски

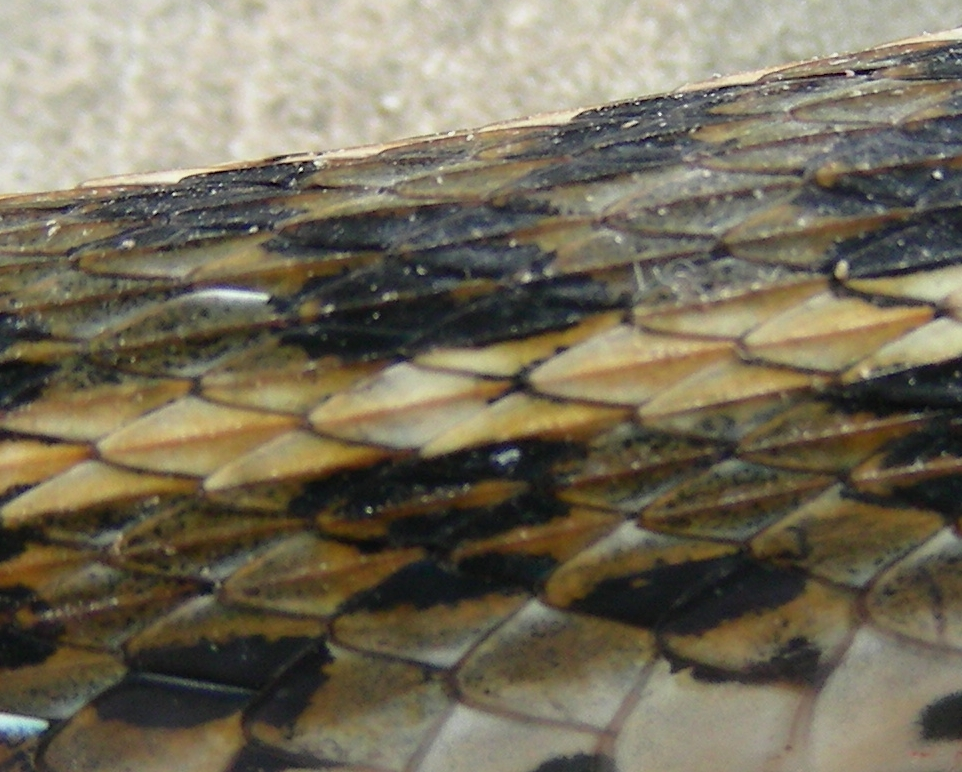
Луска змії

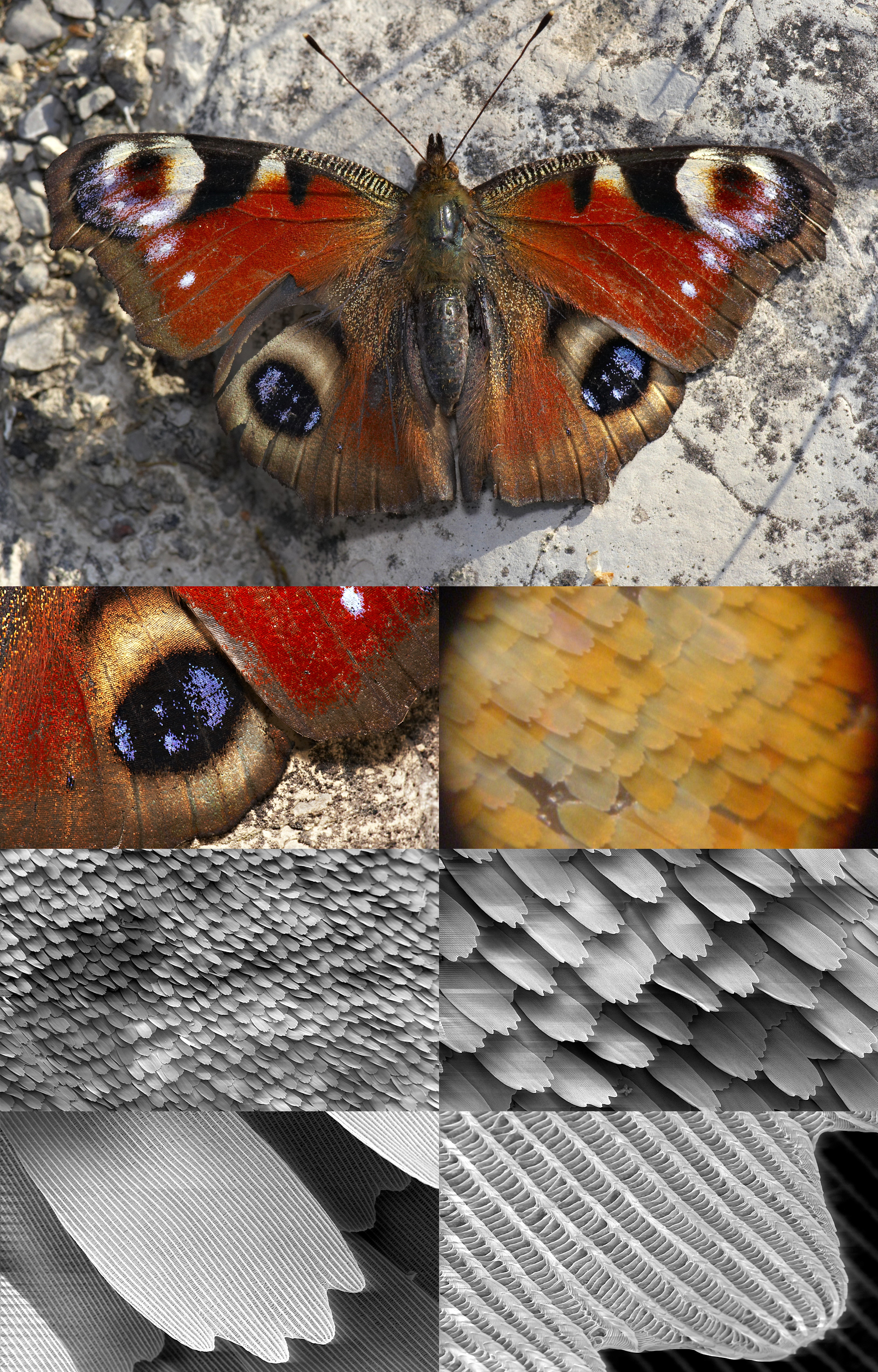
Луска метелика

Луска́ (лат. squama) — тверді метамерні пластинки шкірного кістяка хребетних — риб, плазунів, птахів і деяких ссавців, що виконують захисну функцію. Також луска може зустрічатись у безхребетних, наприклад у довгоносика Phyllobius virideaeris та інших жуків.
Форма і будова луски у тварин різних систематичних груп різні. Луска викопних безщелепних і риб — мезодермального походження, утворена кістковою тканиною (дентин, кістка) — плакоїдна луска; розташовується на тілі тварини правильними діагональними рядами по ходу колагенових волокон шкіри і, крім захисної, виконує опорно-рухову функцію. У філогенезі нижчих хребетних (круглороті, риби, земноводні) первісна плакоїдна луска хрящових риб, з якої виникли інші, складніші луски кісткових риб — ганоїдна, у тому числі космоїдна, і кісткова, що включає циклоїдну і ктеноїдну.
Всі види луски риб характеризуються циклічним ростом з утворенням річних кілець, що дозволяють визначати вік і темп росту риби. Серед земноводних кісткові луски, гомологічні лускам кистеперих риб, відомі в деяких стегоцефалів і теперішніх безногих земноводних (черв'яги, рибозмії). Рогова луска плазунів, птахів і деяких ссавців утворюється зроговінням зовнішнього шару епідермісу. Рогові луски зазвичай змінюються шляхом периодичної линяння або злущення. У Плазунів рогова луска іноді зростається з вторинними шкірними окостеніннями і покриває все тіло (крокодили, черепахи), у птахів — тільки ноги, у ссавців (сумчасті, гризуни, комахоїдні та деякі інші) розташовується головним чином на хвості. Пір'я птахів, швидше всього, не утворились від луски. У філогенезі ссавців покрив з рогових лусок замінився волосяним. Вторинний розвиток потужних лусок